# Joan Baptista Folia i Prades
Joan Baptista Folia i Prades (Sant Jordi del Maestrat, 1881 - Onda, 1945) va ser un escultor valencià.

## Biografia
La biografia d'aquest autor es podria dividir en cinc etapes definides per les tendències i llocs on va viure.

### Formació i primers èxits (1881 – 1913)
Ajudat pel filantrop José Esteller i després d'anar els primers anys d'escola a Vinaròs, començà a destacar en la matèria de dibuix i passà una temporada a Castelló com alumne del taller de Vicent Castell i Domènech, on va coincidir amb Joan Baptista Porcar.
En la seva joventut, la família es traslladà a Barcelona on fou aprenent d'una impremta i pintor de parets abans d'incorporar-se al taller d'imatges religioses de l'artesà Soler i va quedar sota la tutela de Josep Campany que el va introduir en el món de la creació artística com Tasso, Alentorn i Venanci Vallmitjana. Per exemple, també establí contacte amb el mecenes Víctor Balaguer al qui li realitzà diversos bustos, actualment conservats a la Biblioteca Museu Víctor Balaguer de Vilanova i la Geltrú.
Amb l'arribada de la notícia de l'eclosió d'un nou art provocat per Rodin a París, Folia buscà suport per a poder anar a la capital francesa i va aconseguir una beca de la Diputació de Castelló que li va permetre anar-hi. Allí va coincidir amb el mestre francès on va impulsar-lo a assumir unes tendències pròpies i afirmar la seva personalitat com a escultor.
Fixà la seva residència a Barcelona però continuà en contacte amb Rodin i freqüentant a París. A la capital catalana va aprendre noves tècniques ens els tallers de fondre bronze amb altres escultors com Querol, Clarà i, sobretot, Mariano Benlliure.
Posteriorment ingressà a la Real Academia de san Fernando de Madrid, fins que va arribar a l'edat del servei militar. Per esquivar l'obligació del servei es va escapar cap a França amagant-se a Olot. Pròfug d'Espanya va tornar a treballar amb Rodin on aconseguí un premi al Saló d'Artistes Francesos amb l'obra Tumba.
Rescatat pel seu primer protector, José Esteller, va retornar a Castelló com a “soldat recomanat" on va realitzar el Medallón de los Reyes, (del qual es feren milers de reproduccions) i, a més a més, va poder treballar sota l'esguard de Fernando Gasset, qui li va encarregar dues estàtues pel Banc de Castelló. Tanmateix, va ser traslladat al cap de poc a Salamanca com a pres preventiu i jutjat per un Consell de Guerra fou deportat a Maó, on tot i ser a la presó va seguir treballant després que Santiago Rusiñol i altres grans intel·lectuals s'interessessin per ell.
Un cop acabat el càstig va ser anomenat professor de Belles Arts a Salamanca i Vitòria i realitzà diverses obres pels ajuntaments de Bilbao, Vitòria, Sant Sebastià i Santander i el 1912 la seva obra “Buscando Belleza”, rebé la “Cruz de Mérito de Alfonso XII”.
D'aquest primer període destaquen els temes de contingut social: “Injusticia”, “Familia”, “Vida Bohèmia”, “Jubilación del obrero”, “Monumento a los estudiantes muertos de Salamanca”... però paral·lelament també va produir un conjunt d'obres que simbolitzen sentiments i utipies humanes com l'anteriorment anomenada “Tumba” o “Buscando la Belleza” entre d'altres.
Aquesta és l'etapa més coneguda i valorada per la crítica i el seu estil oscil·la entre l'impressionisme fruit de les influències de Rodin i l'estil modern que l'impregnaren els seus mestres Querol i Benlliure.

### Primer viatge a Amèrica (1914 – 1918)
Per la carrera de l'artista aquesta etapa de cinc anys pel continent americà (quatre a Xile i un a l'Argentina) tingué dues cares: una pel públic, realitzant un conjunt de treballs per encàrregs, i una més íntima creant petites peces que només exposà al final de la seva estada a Santiago.
L'estabilitat econòmica, sentimental i residencial de la que gaudeix durant aquell període es reflecteix en la seva obra i recuperà de nou el classicisme i abandonà el simbolisme.
Santiago de Xile, immersa en un moment de bonança econòmica, els anomenats “nous rics” volien incorporar art en les seves mansions i Folia produí moltes obres pels qui serien els seus mecenes: Figueroa, Pereira, Larraín, Lagos, Estrada. A la vegada, decorà palaus, feu algun monument d'herois de la Independència americana, com “Eleuterio Ramírez” o “Manuel Rodríguez", i també treballà per a congregacions religioses.
De l'exposició síntesis d'octubre de 1917 a la casa Eyzaguirre sobresortiren importants obres com: “Èxtasi”, “Crimen”, “Bacante”, “Dolor” “Soledad” juntament amb altres petites terracotes i marbres que va regalar a museus xilens i argentins.
A Finals d'aquell any i durant el 1918 treballà a l'Argentina i d'allí destaquen mausoleus per a la família Estrada, fets a la ciutat de Balcarce, amb obres alegòriques a la passió de Crist que recorden a clàssics renaixentistes; així com altres obres o busts (“Los cuatro doctores de la Iglesia”, “Guardiola”, “El mural de la batalla de Maipú”, entre d'altres)

### Entre Espanya i Xile (1919 – 1926)
Acabada la I Guerra Mundial tornà a Espanya i s'instal·là a Barcelona. La revista “La Hormiga de Oro” celebrà la seva arribada i mostrà les seves obres i triomfs americans.
Treballà a l'Escola de Belles Arts de Montjuïc que ja preparava l'Exposició Universal.
Després de traslladar tota la família a Castelló per passar l'estiu de 1922, decidí marxar, aquest cop sol a Santiago de Xile per a realitzar dues grans obres: la decoració interior del convent de les Madres Agustinas, amb més de 400 capitells i 90 metres de fris tallat en pedra amb motius religiosos a mida natural sobre Sant Agustí d'Hipona, i el monestir de Paray le Monial.
No retornà de nou a la península fins a 1926.

### Tornant a l'origen (1927 – 1938)
En aquesta etapa desenvolupà el barroquisme valencià. Amb la família de nou a la ciutat Comtal, on presentà l'obra “la Cultura” i on ultimà els treballs per a l'exposició de 1929, alhora passava llargues temporades a València, Castelló, Torrent, Alfafar i Madrid. Durant la Guerra Civil tornà a modelar obres recuperant el simbolisme dels seus inicis i en destaquen “Francesc Macià”, “República” “18 de julio”...

### Últims anys (1939 – 1945)
Durant l'última etapa de la seva vida tornà definitivament a terres del País Valencià on dedicà el seu temps produint art religiós. La destrucció d'aquest tipus d'art durant la guerra provocà l'augment de demanda d'imatges per a temples. Des del carrer Herrero 11, on tenia instal·lat el taller, modelà fins a la mort moltes obres per a tota la comunitat de Castelló.